# هشام منقارة
هشام منقارة رئيس مجلس قيادة حركة التوحيد الإسلامي أعلن في صيف عام 1982 عن تشكيل إمارة إسلامية في طرابلس ونصب نفسه أميراً على مينائها

## بدايته
كان هاشم منقارة منضوياً في جماعة تطلق على نفسها (جند الله) إبّان الحرب الاهلية عام 1975، وحين تأسّست حركة التوحيد الإسلامي، وهي عبارة عن جماعات عدة انضوت تحت هذا العنوان بإمرة سعيد شعبان، رجل إيران السنّي الأوّل والأبرز في لبنان، بدأ نجم منقارة يظهر للعلن ويُتداول بإسمه، خصوصاً بعد الأحداث التي حصلت بين الحزب الشيوعي الموالي لسوريا وبين التوحيد، حيث أمعن منقارة بقتل وتعذيب أفراد الحزب، وخصوصاً المسيحيين منهم، وحاول تهجيرهم، وكان ومَن معه ينفّذون الإعدامات، وهو الذي ادّعى أنّه يتّخذ من العبادة والتصوّف والزهد منهجاً له
وقد أتَى منقارة “أميراً” على الميناء في عمر لا يتجاوز العشرين، بعدما كان يعمل في صيانة المصاعد الكهربائية. لم يُعرف عنه سوى أنّه من عائلة بسيطة من باب التبّانة، وهو من جيل الحرب الأهلية، حيث انضوى تحت لواء جند الله في العام 1975 وكان مغموراً حتى العام 1983 ليسطع نجمه في الميناء

## تفجير مسجدي طرابلس
طلب مفوض الحكومة لدى المحكمة العسكرية اللبنانية إدانة هاشم منقارة بجرم كتمه معلومات لعلمه بموضوع تفجير المسجدين في طرابلس.